# ساتورو كاشيواسي
ساتورو كاشيواسي (باليابانية: 柏瀬 暁) (1 يونيو 1993 في فوناباشي في اليابان – )؛ هو لاعب كرة قدم ياباني سابق كان يلعب كمهاجم.

## وصلات خارجية
- ساتورو كاشيواسي على موقع رابطة كرة القدم اليابانية للمحترفين (اليابانية)
- ساتورو كاشيواسي على موقع قاعدة بيانات كرة القدم.إي يو (الإنجليزية)
- ساتورو كاشيواسي على موقع Soccerway.com (الإنجليزية)
- ساتورو كاشيواسي على موقع عالم كرة القدم.نت (الإنجليزية)